# Luceria pamphaea
Luceria pamphaea là một loài bướm đêm trong họ Erebidae.